# Busicom
Busicom — японская компания, владевшая правами на первый микропроцессор Intel 4004, который они разработали в партнерстве с Intel в 1970 году. Busicom заказал у Intel разработку набора микросхем для новой линейки программируемых микрокалькуляторов в 1969 году.

## История
Nippon Calculating Machine Corp была основана в 1945 году и сменила название на Busicom в 1967 году. Busicom разорилась в 1974 году, во время экономического спада в Японии. Из-за него Busicom стала первой разорившейся крупной японской компанией, работавшей на рынке калькуляторов.
Вначале компания выпускала механические арифмометры, далее перешла на электронные калькуляторы. Они первыми выпустили калькулятор на микропроцессоре — Busicom 141-PF / NCR 18-36.
Также они первыми применили калькуляторный чип «всё в одном» Mostek MK6010 в своей линейке недорогих калькуляторов NCR 18-16 / Busicom Junior.
Последней моделью механического арифмометра, выпускавшимся Busicom, являлся HL-21.
Busicom первыми выпустили карманные калькуляторы, которые так же первыми использовали светодиодный дисплей — LE-120A HANDY-LE, LE-120S "handy".

## Роль Busicom в истории микропроцессоров
В целях понижения себестоимости продукции Busicom разработал дизайн, состоящий из 12 микросхем, который можно было бы адаптировать для широкого спектра калькуляторов, изменяя лишь микросхему ПЗУ. Они заказали в Intel ПЗУ для своей системы.
Тед Хофф взялся за проект и, изучив дизайн, предложил более изящную реализацию из 4 микросхем, основанную на использовании микропроцессора Intel 4004. Руководство Busicom согласилось с новым дизайном и микросхемы начали поставляться в конце 1970 года. В середине 1971 года Busicom, обладавшая исключительными правами на дизайн и компоненты, попросила Intel о снижении цен. Intel согласилась пересмотреть контракт и Busicom отказалась от исключительных прав.
15 ноября 1971 года Intel анонсировала семейство микросхем MCS-4 (Micro Computer Set).